# ألكسندر روبرتسون
ألكسندر روبرتسون (بالإنجليزية: Alex Robertson)‏ هو لاعب كرة قدم بريطاني، ولد في 17 أبريل 2003.